# Governo da Armênia Ocidental no Exílio
Governo da Armênia Ocidental no Exílio (em armênio/arménio:  Արևմտյան Հայաստանի վտարանդի կառավարություն; em inglês:  Western Armenia Government in Exile; em russo:  Правительство Западной Армении в изгнании; em turco:  Batı Ermenistan Sürgün hükûmeti) é uma organização que reivindica soberania sobre o território da Armênia Ocidental, proclamada pelo Conselho Nacional dos Armênios da Armênia Ocidental em 4 de fevereiro de 2011, funcionando como o Governo no exílio da República da Armênia Ocidental (em armênio/arménio:  Արևմտյան Հայաստանի Հանրապետություն, transl. Arevmtyan Hayastani Hanrapetut’yun), também conhecida como Estado da Armênia (em armênio/arménio:  Հայաստան պետության, transl. Hayasdan bedutʿyan).
Também reivindica soberania sobre partes do Planalto Armênio, bem como Alto Carabaque e Naquichevão.
Possui uma Constituição, uma bandeira, um brasão, um hino e um órgão legislativo.
Reivindica ser o sucessor legal do Estado armênio reconhecido pelo direito internacional em 1920 e, portanto, reconhecido internacionalmente.

## Antecedentes

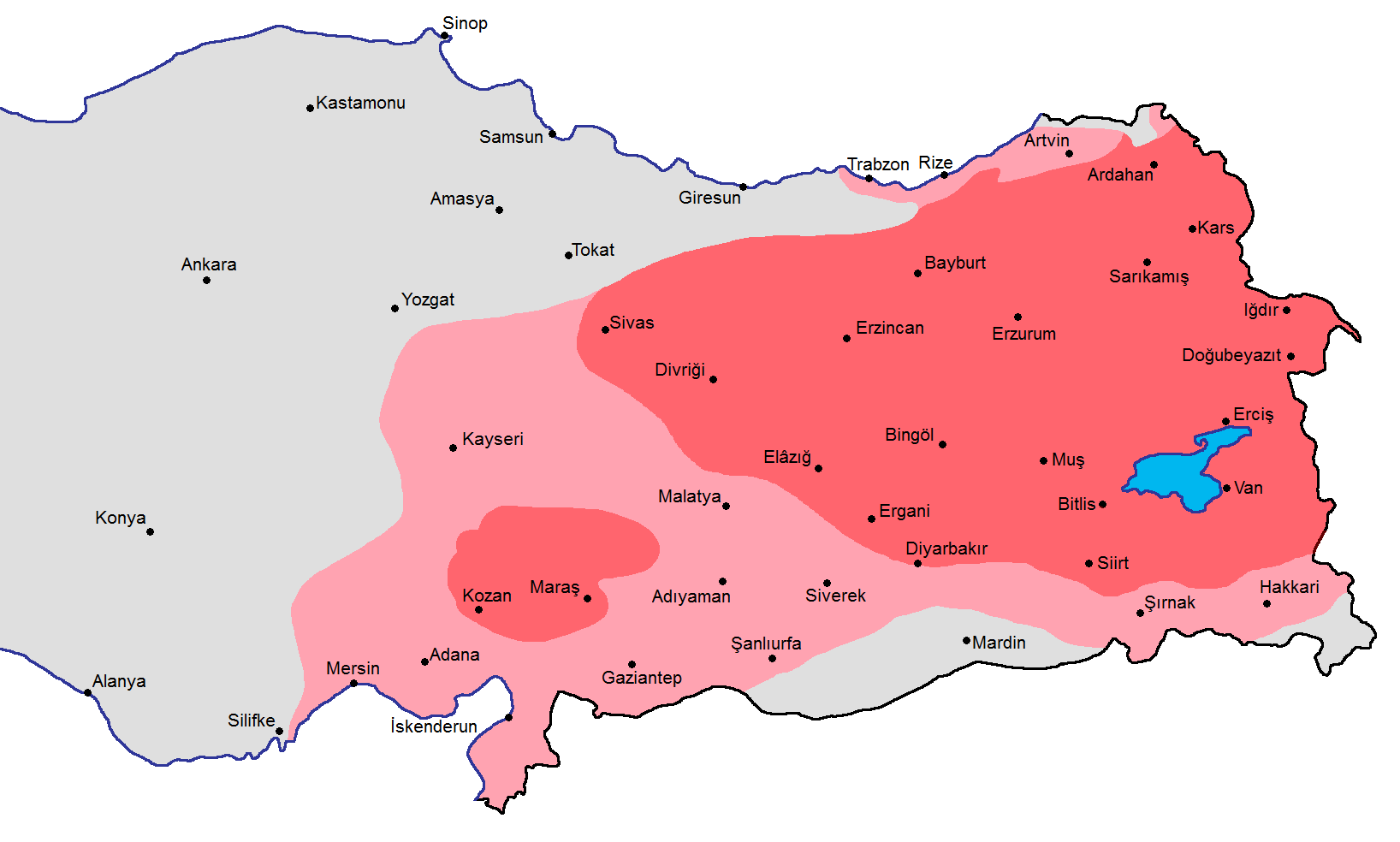
Colonização dos armênios no início do século XVII no território da Armênia Ocidental.

A presença de armênios na Anatólia está documentada desde o século VI a.C., cerca de 1.500 anos antes da chegada dos turcomanos sob a dinastia seljúcida.
Nos séculos XVI e XVII, a Armênia histórica foi dividida entre os otomanos, que tomaram o Ocidente, e os safávidas, que tomaram o Oriente.
Na véspera da Primeira Guerra Mundial, em 1914, cerca de dois milhões de armênios viviam na Anatólia, de uma população total de 15 a 17,5 milhões. De acordo com as estimativas do Patriarcado Armênio de Constantinopla para 1913-1914, havia 2.925 cidades e vilas armênias no Império Otomano, das quais 2.084 estavam nas terras altas armênias nos vilaietes de Bitlisse, Diarbaquir, Erzerum, Carpute e Vã. Os armênios eram uma minoria na maioria dos lugares onde viviam, ao lado de vizinhos muçulmanos turcos e curdos e cristãos ortodoxos gregos. De acordo com os números do Patriarcado, 215.131 armênios viviam em áreas urbanas, especialmente Constantinopla, Esmirna e Trácia Oriental. Embora a maioria dos armênios otomanos fossem camponeses, eles estavam super-representados no comércio. Como minorias, apesar da riqueza de alguns armênios, seu poder político geral era baixo, tornando-os especialmente vulneráveis. A limpeza étnica dos armênios durante os anos finais do Império Otomano é amplamente considerada um genocídio. O Império Otomano massacrou aproximadamente 600.000–1.500.000 armênios. A primeira onda de perseguição ocorreu nos anos de 1894 a 1896, a segunda culminou nos eventos do genocídio armênio em 1915 e 1916.

## História
Em 17 de Dezembro de 2004, foi assinada em Shusha a "Declaração do direito à autodeterminação dos Arménios da Arménia Ocidental"; que por extensão também estabeleceu o Conselho Nacional dos Armênios da Armênia Ocidental.
Em 4 de fevereiro de 2011, foi anunciado o estabelecimento do Governo no exílio da Armênia Ocidental e, em 21 de outubro de 2011, a constituição, a bandeira, o brasão e o hino foram todos adotados. Em novembro de 2013, foi formada a Assembleia Nacional da Armênia Ocidental; cujos deputados na primeira sessão do Parlamento em Paris, em 20 de janeiro de 2014, elegeram o Presidente da Armênia Ocidental.

## Terras reclamadas
A Declaração de Formação da Assembleia Nacional da Armênia Ocidental afirma que a jurisdição da Armênia Ocidental se aplica aos vilaietes de Vã, Bitlisse, Erzurum (que os armênios chamam de "Karin"), Trebizonda, Sivas, Diarbaquir, Carpute, Carse, Surmalu, Javaquécia e Naquichevão, bem como à região histórica da Cilícia.
Artsaque também é por vezes considerado parte da República da Armênia Ocidental.
Erzurum é reivindicada como a capital da Armênia Ocidental.
O apresentador do noticiário "Western Armenia TV" também apresentou cidades como Bitlisse, Muxe, Vã, Mardim, Eder, Adana, Trebizonda e Rize como "Armênia Ocidental" em seus boletins de notícias. O apresentador declarou: "A Armênia Ocidental, que foi declarada um estado independente e soberano em 1920, agora está ocupada pela Turquia. Mais cedo ou mais tarde, ela retornará aos seus verdadeiros donos, os armênios."

## Governo
O primeiro-ministro do Governo da Armênia Ocidental no exílio é Tigran Pashabezyan, e o presidente da República da Armênia Ocidental é Martik Gasparyan.